# Šácholan velkokvětý
Šácholan velkokvětý (Magnolia grandiflora), zvaný též magnólie velkokvětá, je stálezelený strom z čeledi šácholanovitých. Pochází z jihovýchodních oblastí USA. Vyznačuje se tuhými eliptickými listy, podobnými listům fíkovníku pryžodárného. Šácholan velkokvětý je ve Středomoří běžně pěstován jako okrasný strom, pro pěstování v Česku je však příliš teplomilný.

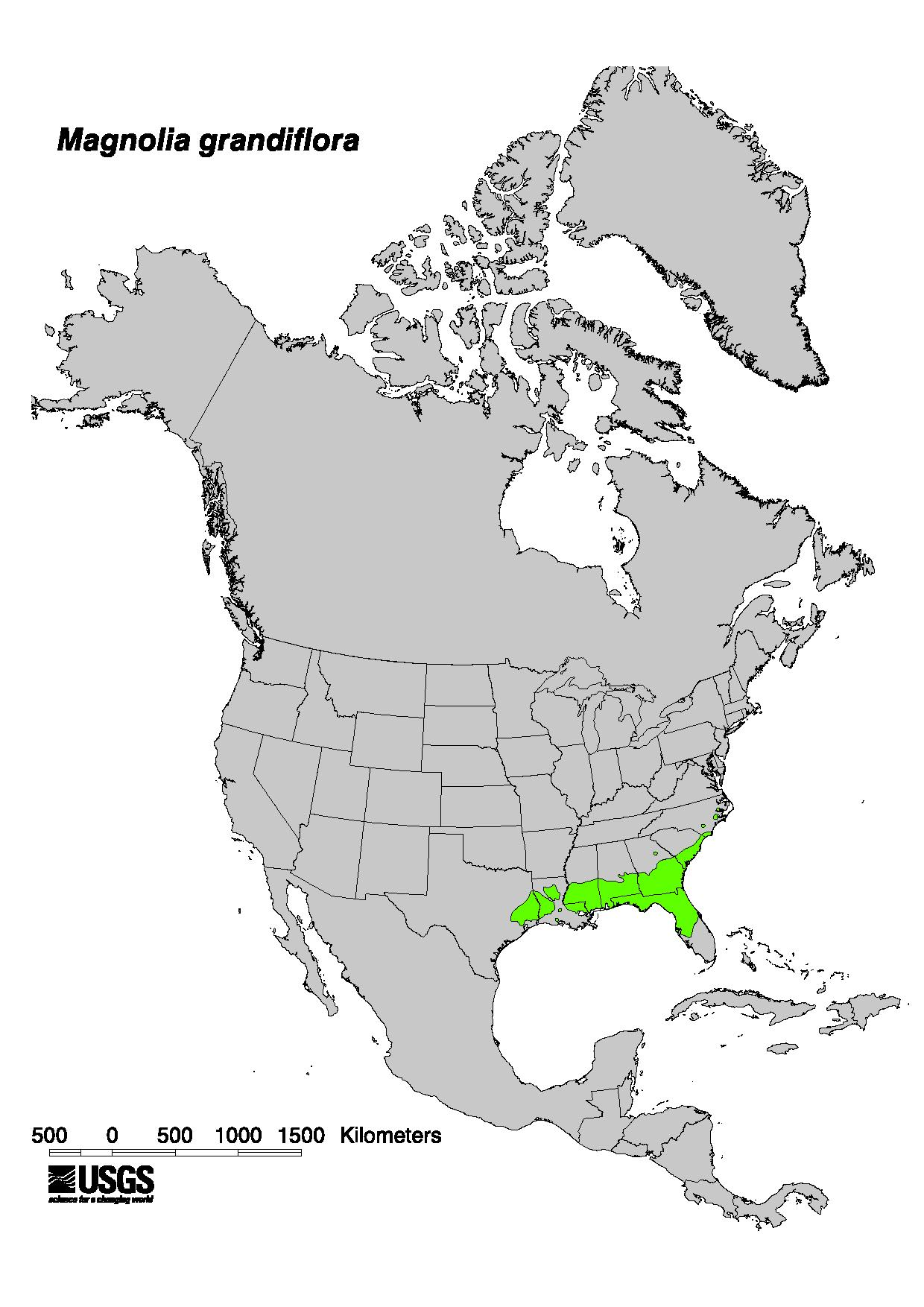
Mapa rozšíření šácholanu velkokvětého

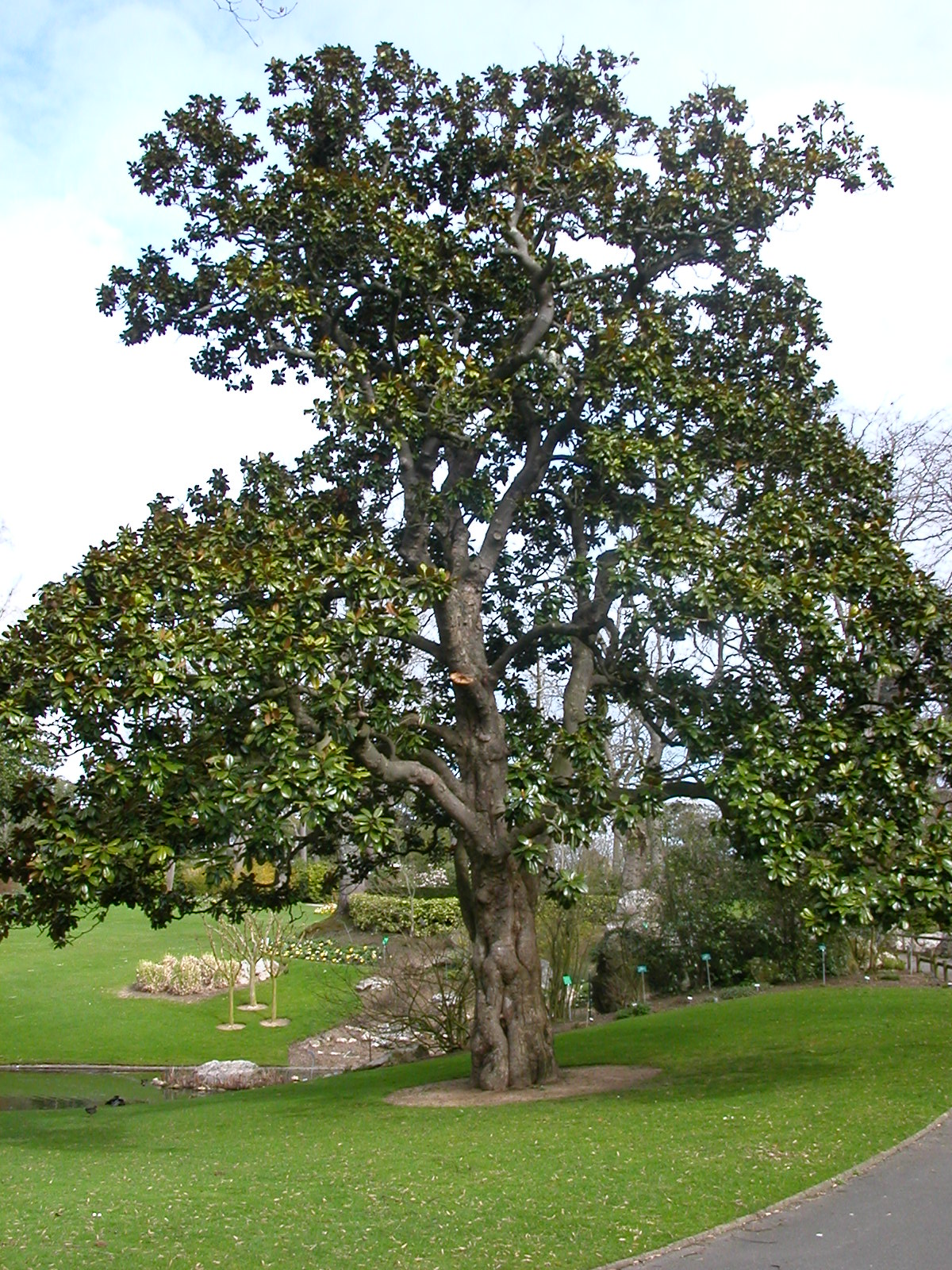
Šácholan velkokvětý

## Charakteristika
Šácholan velkokvětý je stálezelený strom s jednoduchým kmenem, dorůstající výšky až 30 metrů. Borka je světle hnědá až šedá, hrubá a pukající na jemné pláty. Letorosty jsou silné, hustě bělavě až hnědě chlupaté stejně jako pupeny. Listy jsou střídavé a nejsou výrazně nahloučené na koncích větví. Listy jsou tuhé, tlustě kožovité, eliptické, podlouhle eliptické až obvejčitě podlouhlé, s 10 až 20 cm dlouhou a 4 až 10 cm širokou čepelí, na bázi klínovité, na vrcholu tupé až krátce hrotité. Listy jsou na líci tmavě zelené, lysé a lesklé, na rubu hustě hnědě až šedohnědě krátce chlupaté, případně olysalé. Žilnatina je tvořena 8 až 10 páry postranních žilek.Řapíky jsou 1,5 až 4 cm dlouhé, hluboce žlábkaté, hustě hnědě chlupaté. Květy mají průměr 15 až 30 cm a silně voní po citrónu. Okvětí je složeno z 9 až 12 bílých obvejčitých, dužnatých, 6 až 10 cm dlouhých lístků. Tyčinky jsou asi 2 cm dlouhé, s plochými purpurovými nitkami. Pestíky jsou oválné, dlouze a hustě chlupaté, 1 až 1,5 cm dlouhé. Kvete v květnu až srpnu. Souplodí je 7 až 10 cm dlouhé, hustě hnědě až šedožlutě chlupaté. Měchýřky jsou na vrcholu dlouze zobanité. Semena jsou asi 1,4 cm dlouhá a 0,6 cm široká, obalená červeným míškem.

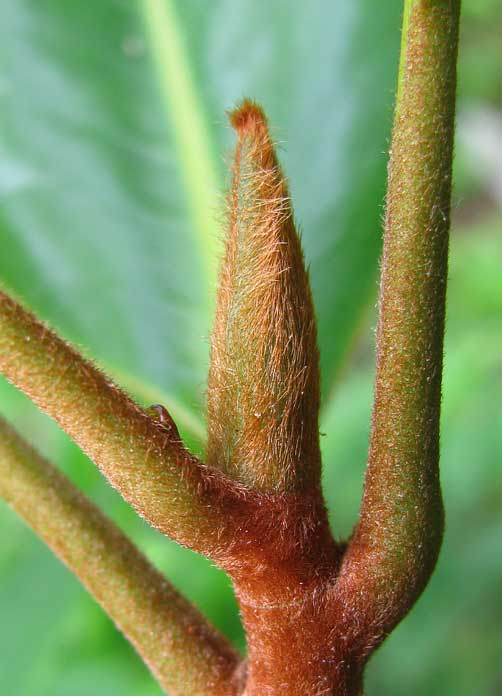
Detail pupenu šácholanu velkokvětého
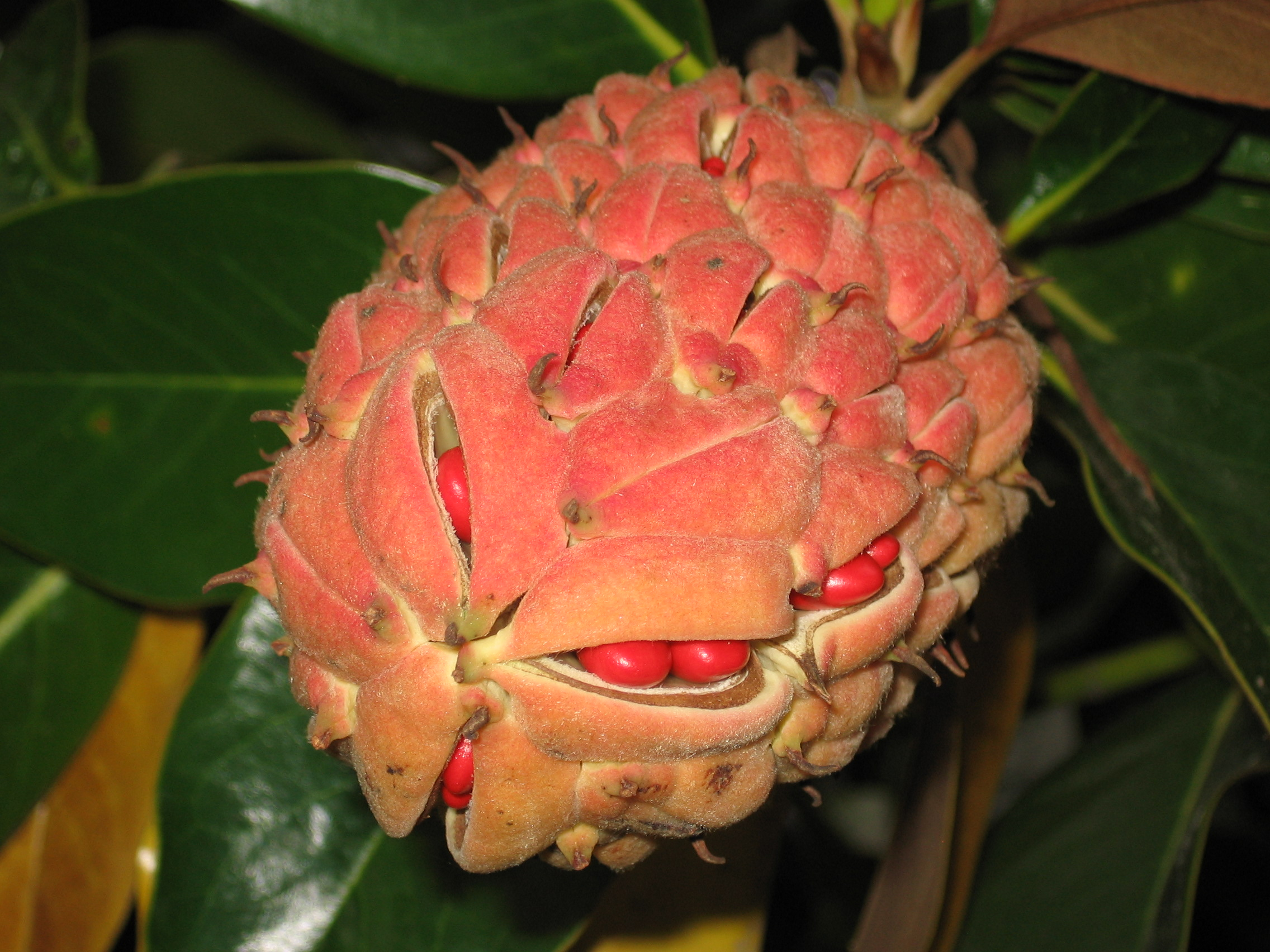
Zralé souplodí šácholanu velkokvětého
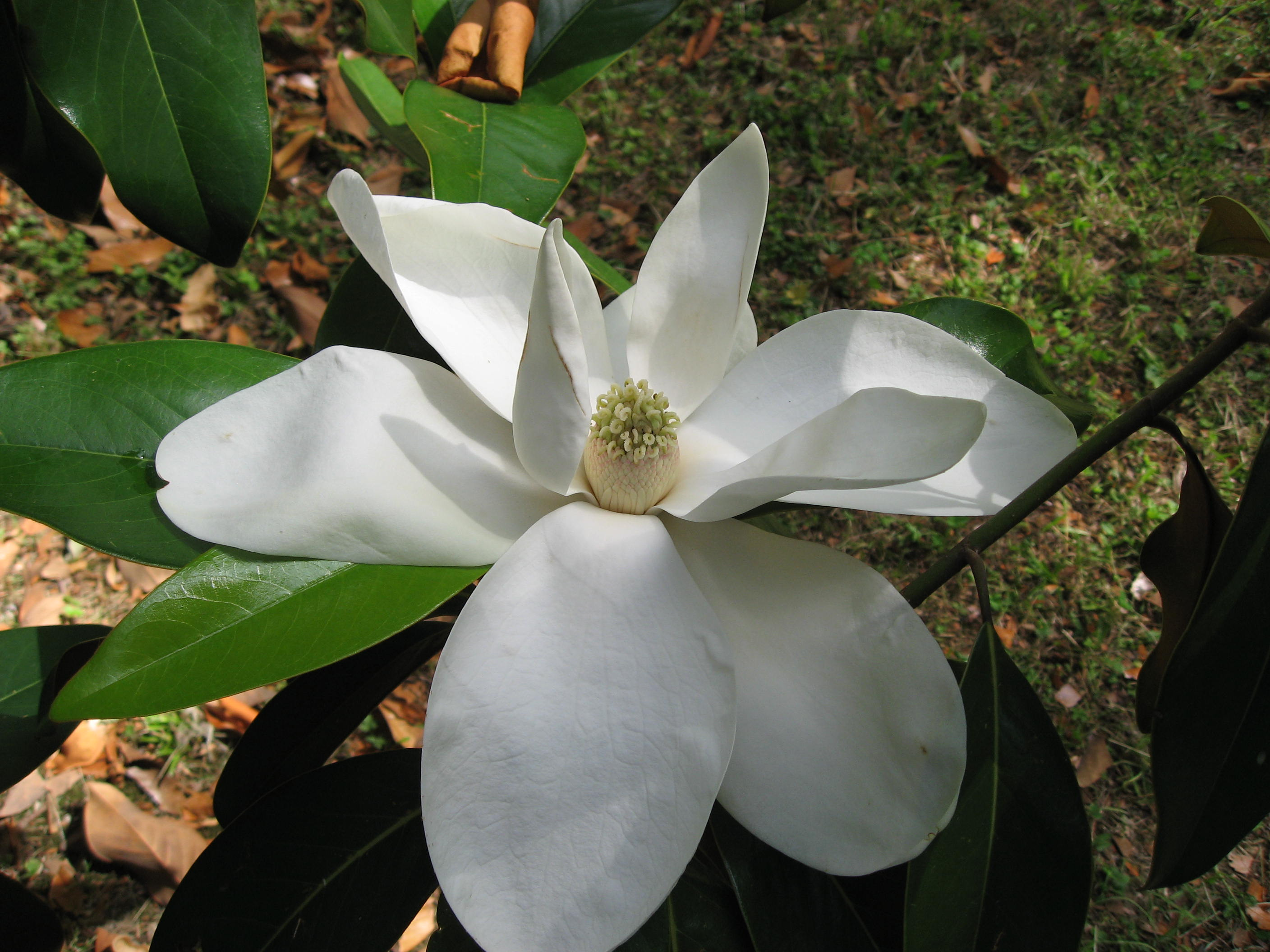
Květ šácholanu velkokvětého
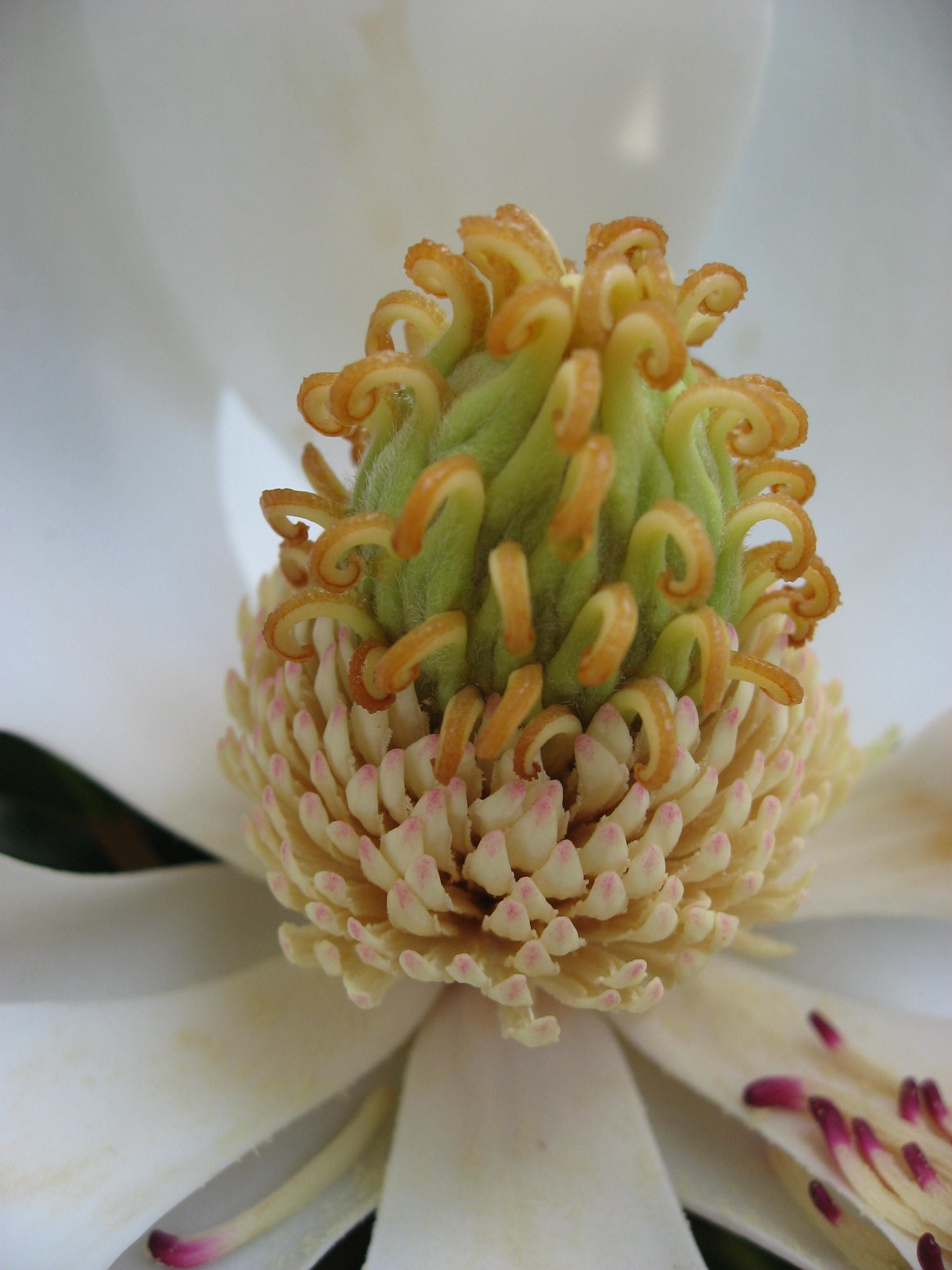
Detail středu květu

## Rozšíření
Šácholan velkokvětý je rozšířen v jihovýchodních oblastech USA. Roste na zalesněných dunách, v korytech řek, na pahorcích a v roklích v nadmořských výškách do 120 metrů.

## Taxonomie
V současné klasifikaci rodu Magnolia je šácholan velkokvětý řazen do podrodu Magnolia a do stejnojmenné sekce. Z druhů pěstovaných v ČR náleží do této sekce pouze šácholan viržinský (Magnolia virginiana).

## Kříženci
V roce 1931 byl získán opylením šácholanu viržinského (Magnolia virginiana) pylem z šácholanu velkokvětého nový hybrid magnólie. Tento kříženec nemá botanické jméno a označuje se Magnolia virginiana x M. grandiflora, případně pouze jmény kultivarů.

## Zajímavosti
Šácholan velkokvětý je státní rostlina Louisiany a Mississippi. Největší exemplář tohoto druhu je znám z okresu Smith v Texasu. Je vysoký 37,2 metru a průměr kmene dosahuje 1,97 metru.

## Význam
Kůra šácholanu velkolistého byla využívána indiánskými kmeny Choctaw a Koasati při léčbě kožních a ledvinových chorob.
Ve Středomoří je to běžně pěstovaná okrasná dřevina a bylo vyšlechtěno množství kultivarů. Mimo okrasných účelů je využíván také jako zdroj dřeva. Strom v plané formě v podmínkách střední Evropy není plně mrazuvzdorný, ale je uváděn v několika kultivarech se sbírek Pražské botanické zahrady v Tróji a z Arboreta Žampach a v posledních letech je již celkem běžně nabízen v zahradnictvích v odolných kultivarech k pěstování v teplejších oblastech Česka.